# Limite des arbres

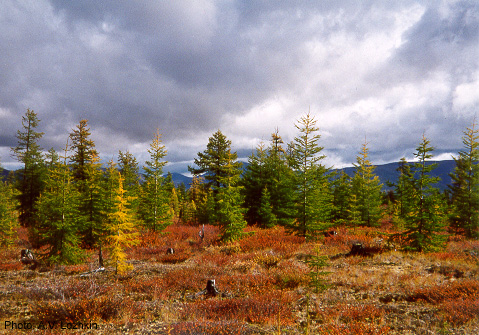
Limite des arbres dans le nord sibérien.

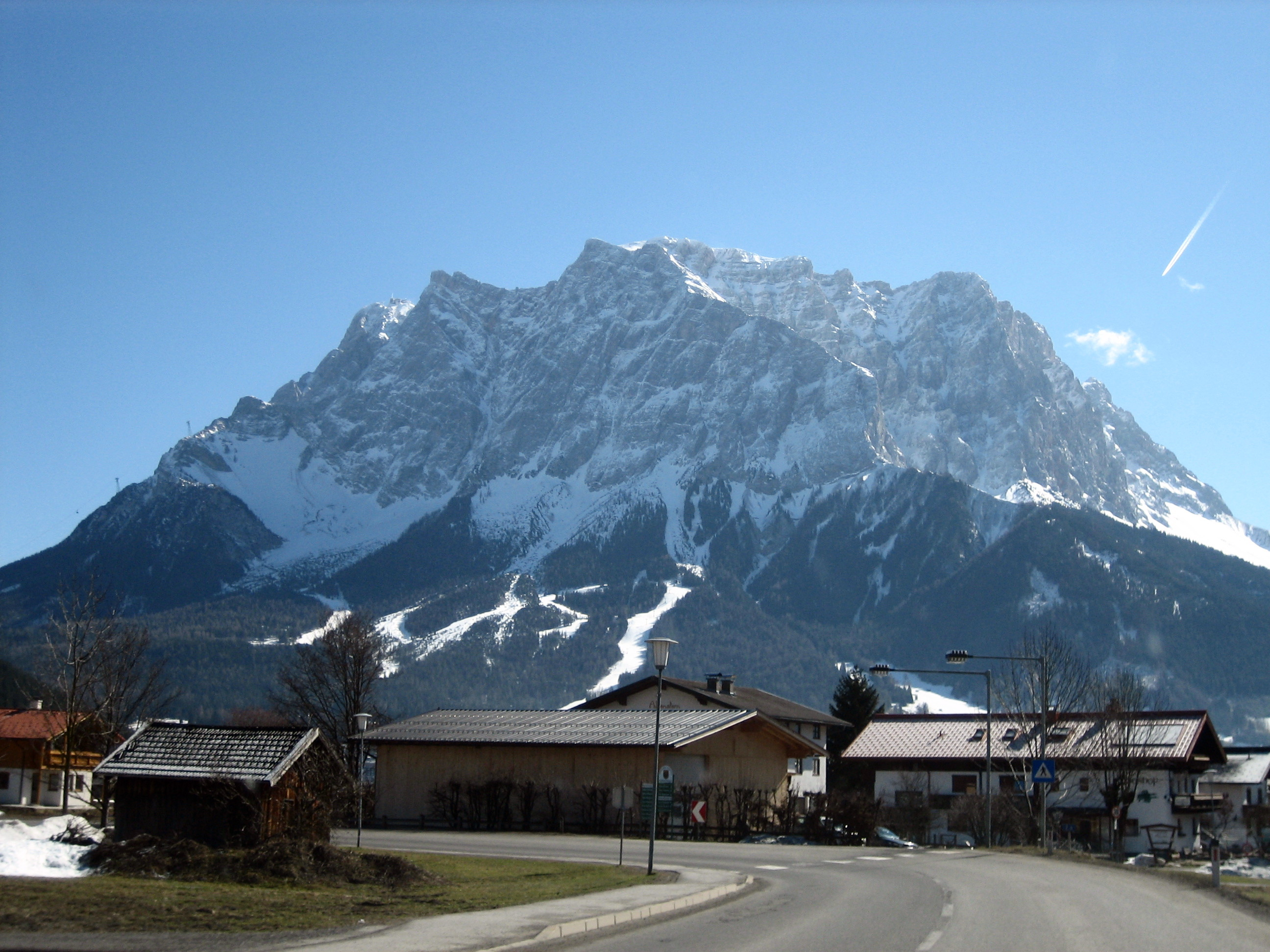
Limite alpine dans les Alpes allemandes.

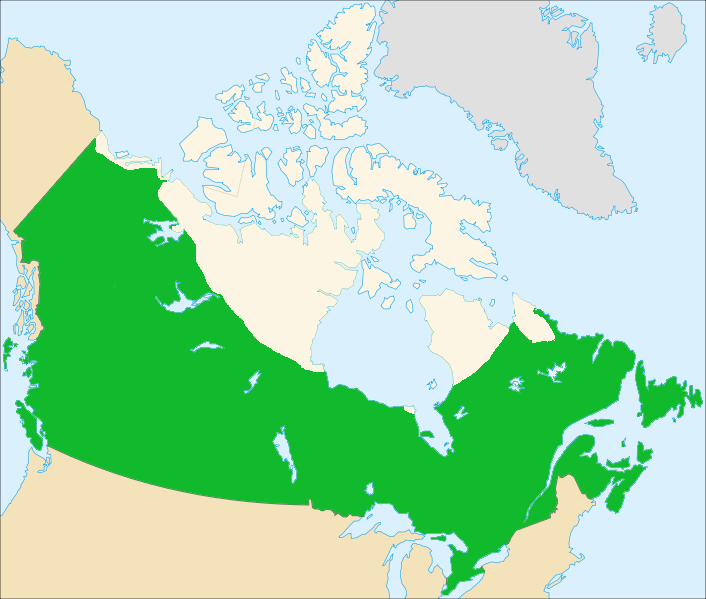
Limite arctique des arbres du Canada.

La limite des arbres, ou limite de la flore arborescente, est la limite de l'habitat dans lequel les arbres sont capables de se développer. Au-delà de cette ligne, les conditions environnementales rendent impossible la pousse des arbres. 

## Description générale
À cette limite, la croissance des arbres est ralentie, avec les dernières rangées d'arbres formant une bande de buissons denses.  Si cette limite peut être clairement distinguée à une certaine distance, elle apparait souvent de près comme une transition graduée, les arbres grandissant de moins en moins.

## Types de limites
(mars 2017).
Il existe différents types de limite pour les arbres :
- limite alpine ou étage alpin (liée à l'altitude, le froid y est trop important ou la couverture neigeuse trop longue pour permettre la pousse)
- limite arctique qui sépare les deux grands biomes du Grand Nord que sont la taïga et la toundra
- limite désertique (le manque d'eau empêche la pousse)
- limite antarctique,
- limite liée à la fois à l'altitude et au manque d'eau, jouant particulièrement sur certaines montagnes où seul un versant reçoit la pluie,
- limite côtière principalement lié à la force des vents. On retrouve aussi cette limite sur certaines montagnes isolées
- limites géologiques, liées à la nature du sol

## Facteurs de déplacements de la limite des arbres
Outre des aléas climatiques et les tendances générales en termes de température, d'autres facteurs physiques (stabilité du sol, propension aux avalanches ou glissements de terrain par exemple) peuvent contribuer à modifier la limite des arbres.
Des facteurs biotiques peuvent aussi agir. Notamment, les pullulations de certains insectes peuvent modifier la productivité des graines. L'effet de ce facteur a été étudié dans les montagnes Mealy (Labrador, Canada), où le milieu semble permettre une bonne germination des graines d'arbres, mais où les semis effectifs sont rares.
Des cônes murs d'épicéa noir (Picea mariana (Mill.) Britton, Sterns & Poggenb.), de sapin baumier (Abies balsamea (L.) Mill.), de mélèze laricin (Larix laricina (Du Roi) K. Koch) et d'épicéa blanc (Picea glauca (Moench) Voss)) ont été récupérés dans " secteurs de la « limite des arbres » (forêt, écotone et krummholz) et une quantité et diversité inattendues de larves d'insecte ont été mises en évidence, qui avaient dégradé 85 % environ des arbres échantillonnés. Les auteurs en ont conclu que la modélisation de la limite des arbres doit inclure le facteur déprédation par les insectes (et probablement les champignons et bactéries qu'ils transportent). Les tests de germination ont donné de mauvais résultats (l'épicéa noir et le mélèze montrant toutefois un peu plus de réussites) et les résultats se dégradaient avec l'altitude « bien qu'aucune différence dans le pourcentage de graines endommagées par les insectes entre les zones ou les espèces d'arbre n'ait été observée (moyenne : 31 % ± 23 % ET) » notent les auteurs. Si en théorie, le réchauffement du climat devrait causer une remontée des arbres en altitude, la prédation sur les graines avant leur dispersion en altitude pourrait freiner cette remontée.